# Sèvres-Anxaumont

Sèvres-Anxaumont este o comună în departamentul Vienne, Franța. În 2009 avea o populație de 1,907 de locuitori.